# 노동해방단
노동해방단(러시아어: Освобождение труда)은 게오르기 플레하노프, 베라 자술리치, 바실리 이그나토프, 레오 도이치, 파벨 악셀로드가 1883년 망명지인 스위스 제네바에서 결성한 단체다.  러시아 최초의 마르크스주의자 단체였다. 도이치는 1884년 체포되어 시베리아 유형에 처해져 이탈했고, 1888년 세르게이 잉게르만이 합류했다. 노동해방단은 카를 마르크스의 저작의 러시아어 번역을 최초로 수행하여 그것을 배포했다. 당대 러시아 제국의 좌익 반체제파로서, 나로드니키와는 노선경쟁 관계에 있었다.
이 단체에서 1883년과 1885년 두 차례 플레하노프가 작성한 강령 초안은 이후 러시아 사회민주노동당(RSDLP), 즉 소련 공산당의 전신이 창당되는 데 중요한 단계를 수행했다.
한편, 노동해방단은 망명지에 있었기 때문에 러시아 국내정치에 직접 참여하지 못했다. 대신 1895년 페테르부르크에서 설립된 노동계급해방투쟁동맹이라는 단체가 노동해방단의 영향을 받아 활동했는데, 이 단체의 발기인은 블라디미르 레닌이었다.
노동해방단은 1903년 8월 러시아 사회민주노동당 제2차 대회에서 해산이 선언되었다.

## 참고 자료
- Marxists.org Glossary of Organisations
- Programme of the Social-Democratic Emancipation of Labour Group